# Ophioglossum inconspicuum
Ophioglossum inconspicuum là một loài dương xỉ trong họ Ophioglossaceae. Loài này được Alderw. mô tả khoa học đầu tiên năm 1908.
Danh pháp khoa học của loài này chưa được làm sáng tỏ. 